# آخر صفقة حب (مسلسل)
مسلسل تلفزيوني كويتي، من إخراج محمد دحام الشمري،
وتأليف طالب الدوس، وبطولة صلاح الملا، باسمة حماده، عبد المحسن النمر، محمد الرشيد، عبد الله بوشهري، هيا عبد السلام، محمد صفر، عبد الله التركماني، فؤاد علي، صمود، رونق، امل محمد، يوسف البلوشي بالاشتراك مع الفنانة شجون الهاجري، والفنان عبد الامام عبد الله.
والفنانة السورية سلمى المصري، وعدد من النجوم السوريين.

## ملخص القصة
تدور الأحداث حول أسرة كويتية، حيث يعمل الأب بالسفارة الكويتية في بيروت، وفي تلك الأثناء تجتاح إسرائيل لبنان عام 1982 لتلاقي تلك الأسرة قدرها المحتوم وتتأزم الأمور بسرعة فائقة، وتنتقل إلى حقبة زمنية أخرى تتناول الحرب الإسرائيلية على لبنان عام 2006.